# Gastronomía de Luxemburgo
La gastronomía luxemburguesa es el conjunto de platos y técnicas culinarias de Luxemburgo que forman parte de sus tradiciones y vida de sus habitantes. Es resultado de la fusión de la cocina del Luxemburgo tradicional con la gastronomía europea, principalmente francesa, alemana y belga. Esta cocina ha sido galardonada en múltiples ocasiones con estrellas Michelín teniendo restaurantes como Ma Langue Sourit, con dos estrellas Michelín, o Mosconi, La Distillerie y Lea Linster, con una estrella Michelín.
Los platos de esta gastronomía se caracterizan por su sencillez por lo que para los habitantes es esencial que el plato contenga patata, que es la base de sus platos. Además presentan gran variedad de ingredientes debido a sus múltiples influencias por parte de los países europeos antes mencionados.
Aparte de las patatas, los platos también giran en torno a legumbres (habas, judías o lentejas), vino Riesling,que es un tipo de vino cuya uva procede de la región alemana del Rin, y Kachkéis, queso semilíquido típico de Luxemburgo.

## Platos típicos

### Bouneschlupp

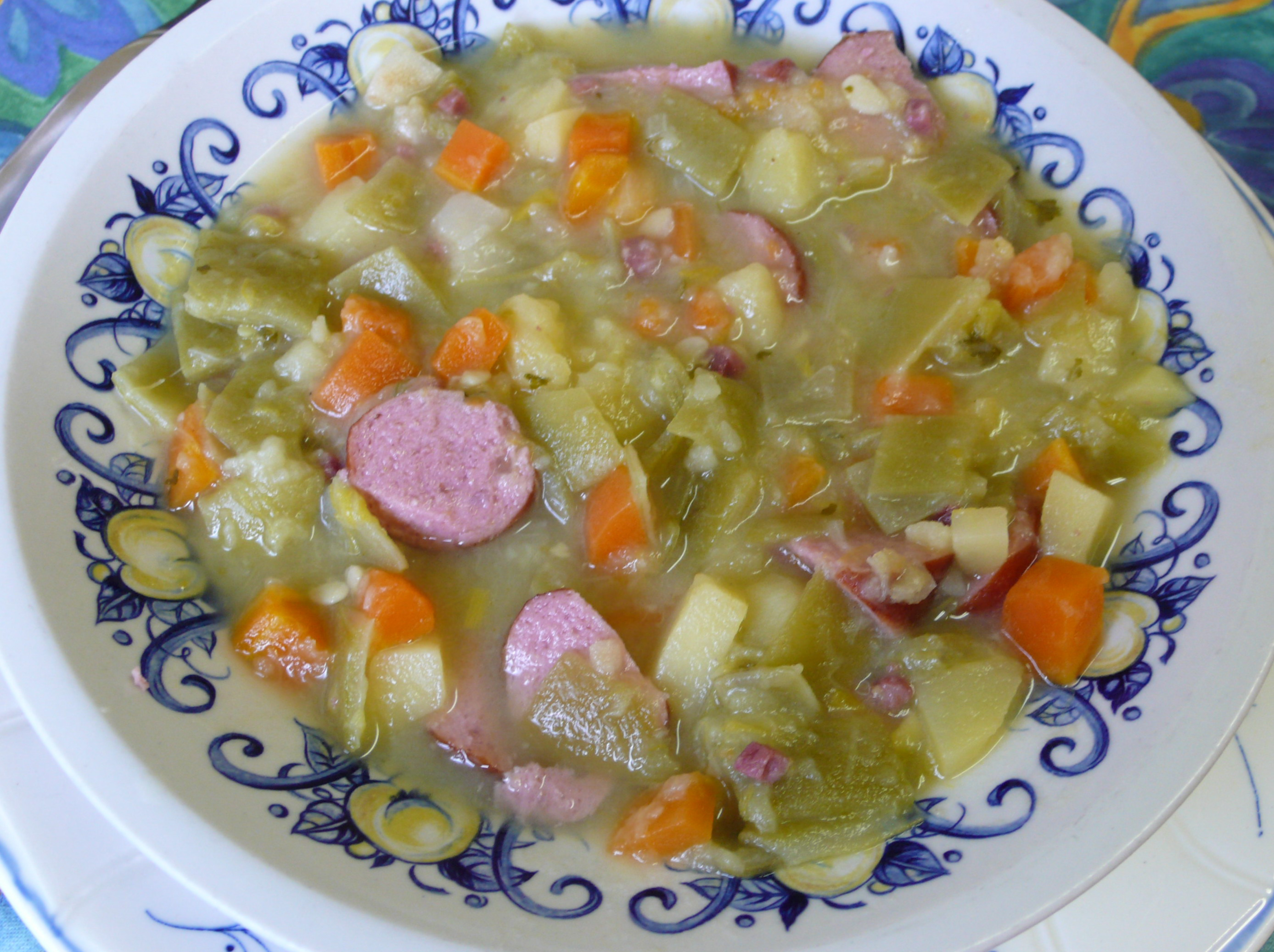
Bouneschlupp

Se trata de una sopa tradicional de judías
, patatas, tocino y cebolla. Aunque la sopa se centra en las judías podemos encontrarla junto a otras verduras, y siempre acompañada de bacon o rebanadas de salchicha ahumada local. El acompañante ideal para esta sopa es crema agria.  Es un plato muy reconfortante sobre todo en meses de otoño e invierno.

### F’rell Am Rèisleck
Este es uno de los platos más típicos de Luxemburgo. Se trata de una trucha de agua dulce bañada en una salsa cremosa de vino Riesling. El pescado se fríe en mantequilla derretida y no solo se recubre con este vino si no con crème fraîche (nata fermentada francesa), chalotas, perejil, pimentóncebollino, pimienta y sal.

### Gromperekichelchen

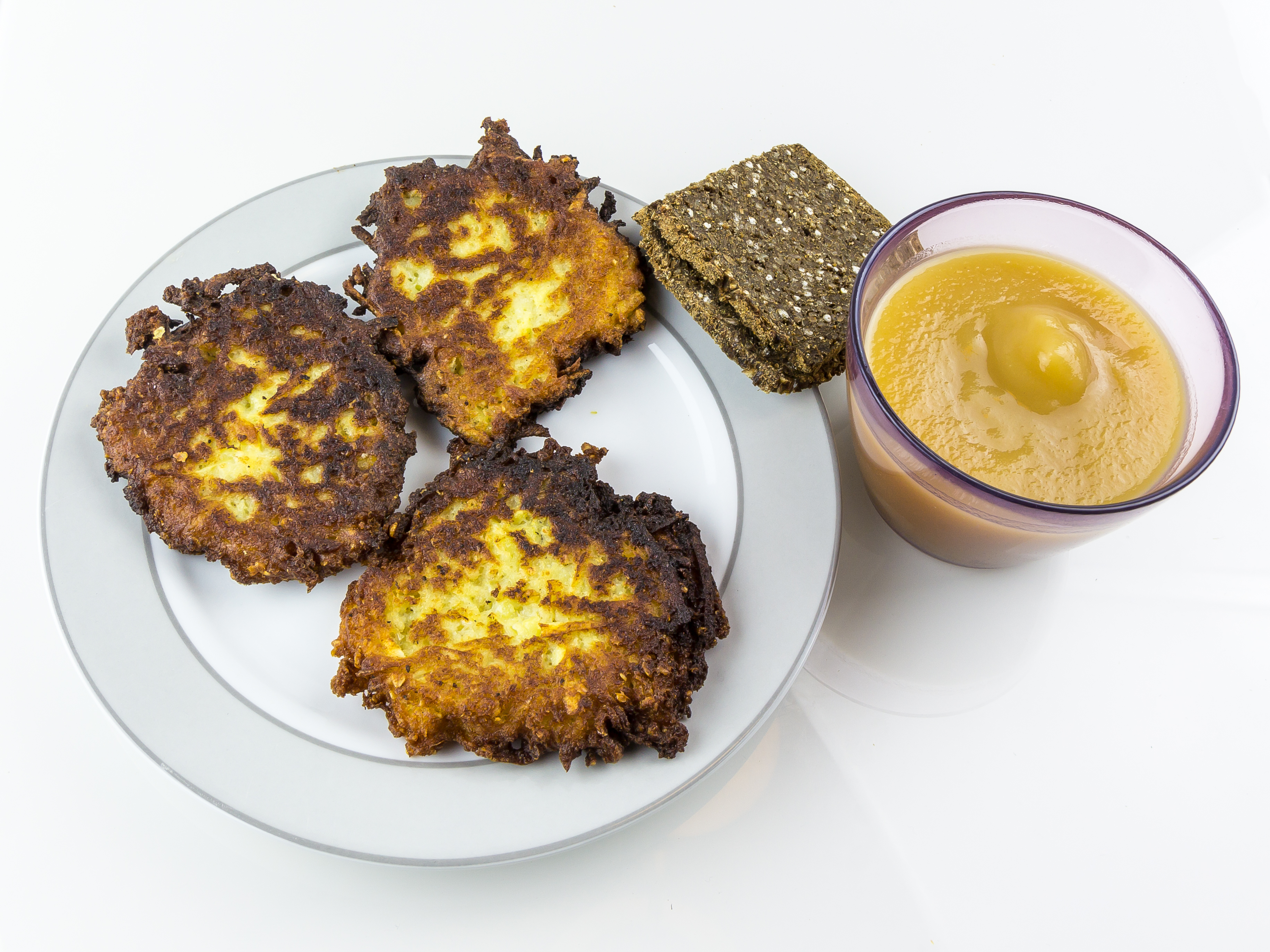
Gromperekichelchen

Esta comida es típica de ferias, fiestas y mercados del país, especialmente en invierno. Es un pastel de papa, huevos, harina y cebolla, y especiado con perejil picado. A veces se le añade ajo y nuez. Toda la masa se fríe y se sirve acompañada de salchicha ahumada.

### Friture de la Moselle
Es una fritura de varias especies de peces pequeños sazonados con pimienta, sal y zumo de limón. Debe su nombre al río Mosela que es de donde provienen los peces de este plato.

### Huesenziwwi
Se trata de piezas de liebre marinadas y cocinadas con vino o coñac, cebolla y una salsa espesa con sangre de liebre, es común agregarle crema agria, toques de laurel, salvia o tomillo, o prepararla con zanahoria y champiñón. Se puede encontrar también bajo el nombre de Hasenpfeffer.

### Judd mat gaardebounen

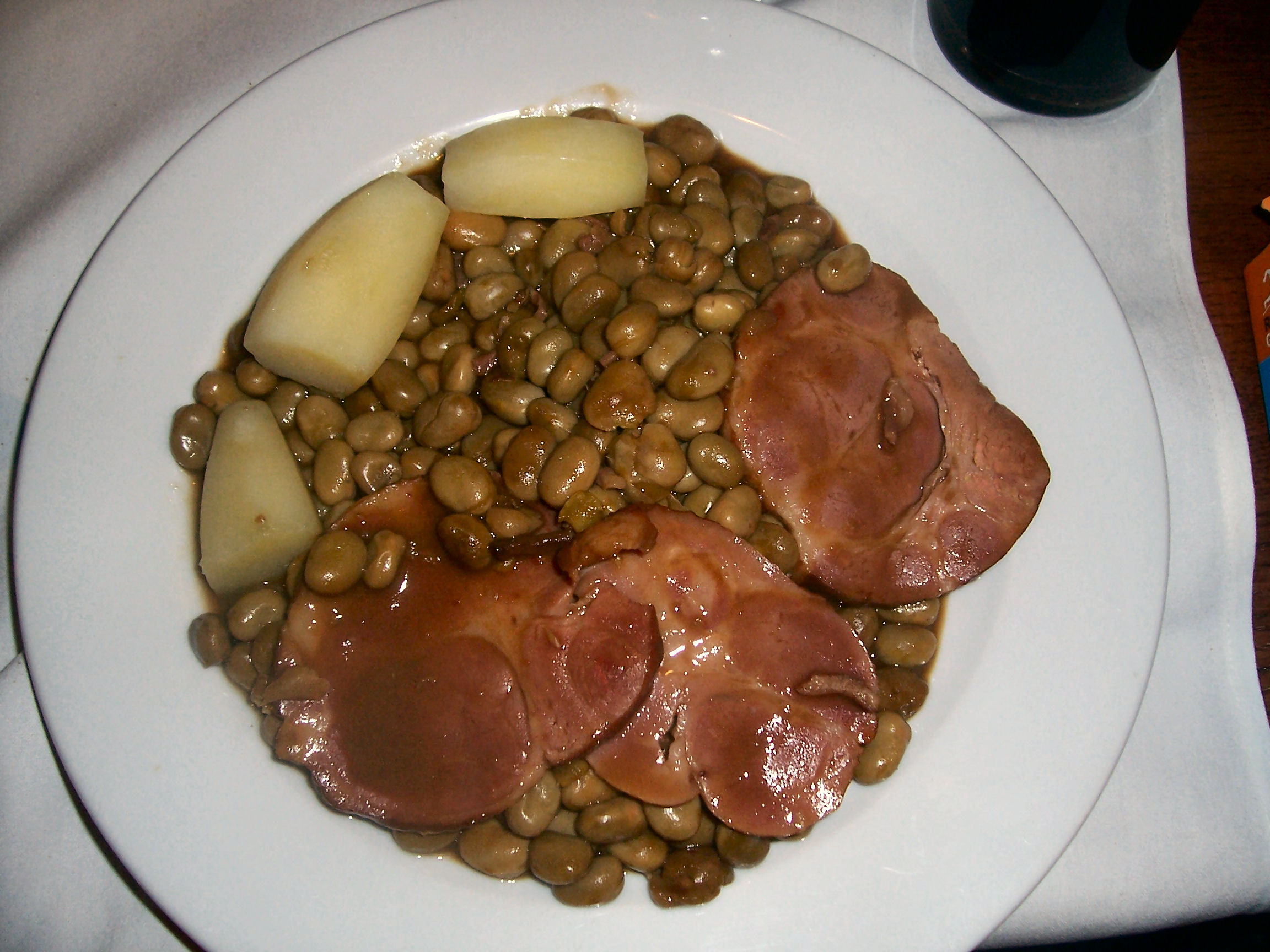
Judd mat gaardebounen

Este es uno de los platos nacionales más reconocidos del país. Es una preparación del cerdo ahumado junto a las habas, típicas del pueblo de Gostingen. El cerdo se cocina con zanahorias, apio, clavos y vino de Mosela. La salsa de habas lleva cebolla, caldo de carne y tocino. El plato se acompaña con patatas hervidas, cerveza o vino y se especia con pimienta o sal. Se dice que este plato debe su origen a las tropas españolas que llegaron al país en el siglo XVI o XVII.

### Kuddelfleck
Este plato es originario del pequeño estado de Benelux. Se trata de un plato en el que el estómago frito de la vaca y la miga de pan son protagonistas. Esto va acompañado con una salsa preparada con huevos, vino blanco, chalota, pepinillos y alcaparras, además de cebollino, perejil, pimienta, sal y aceite. Este plato es especialmente recomendable en invierno, pues el calor y la grasa de esta parte de la vaca reconfortan ante el frío.

### Paschtéit

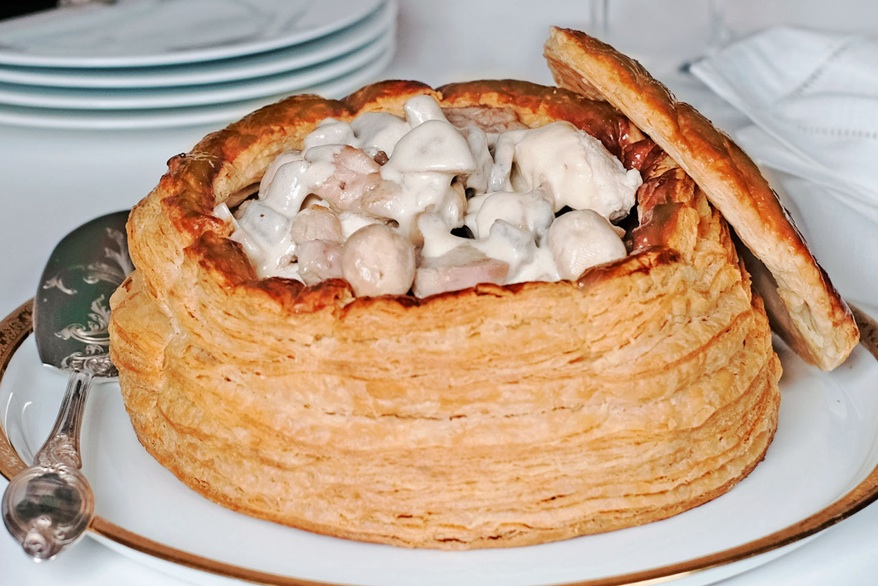
Paschtéit

Se trata de un pastel de hojaldre en forma de canasta relleno de carne molida, champiñones, liebre, pollo y algunas hierbas. Lo común es encontrar en la salsa sabor a vino, limón y huevo. También se le puede llamar Bouchée à la pure.

### Rieslingspaschteit

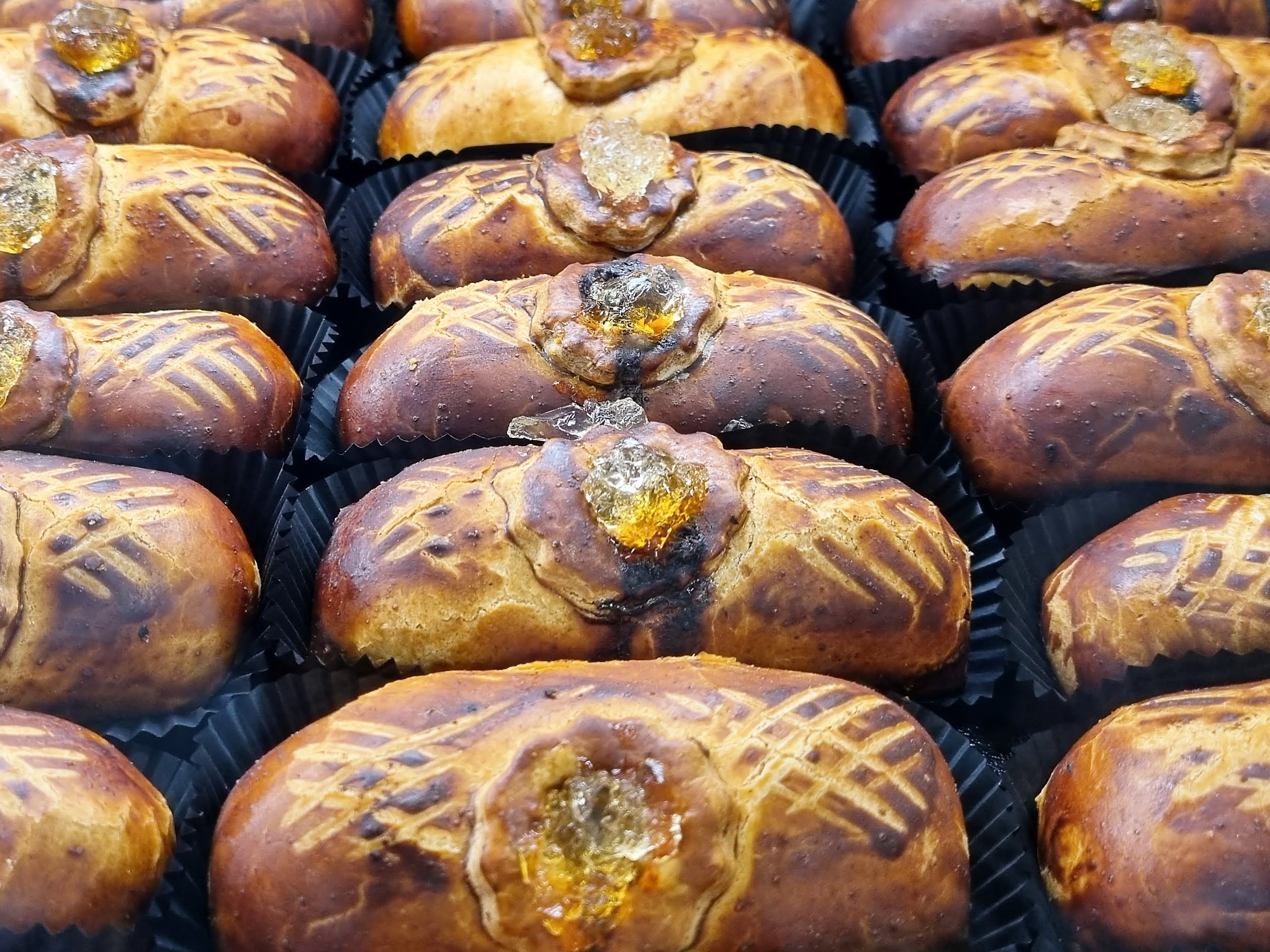
Rieslingspaschtéit

Es un pastel de cerdo cocinado en vino Riesling con zanahorias, cebolla, perejil, mejorana, sal, pimienta, gelatina, huevo y brandy. En su interior también se encuentra un huevo entero de codorniz.

### Thüringer

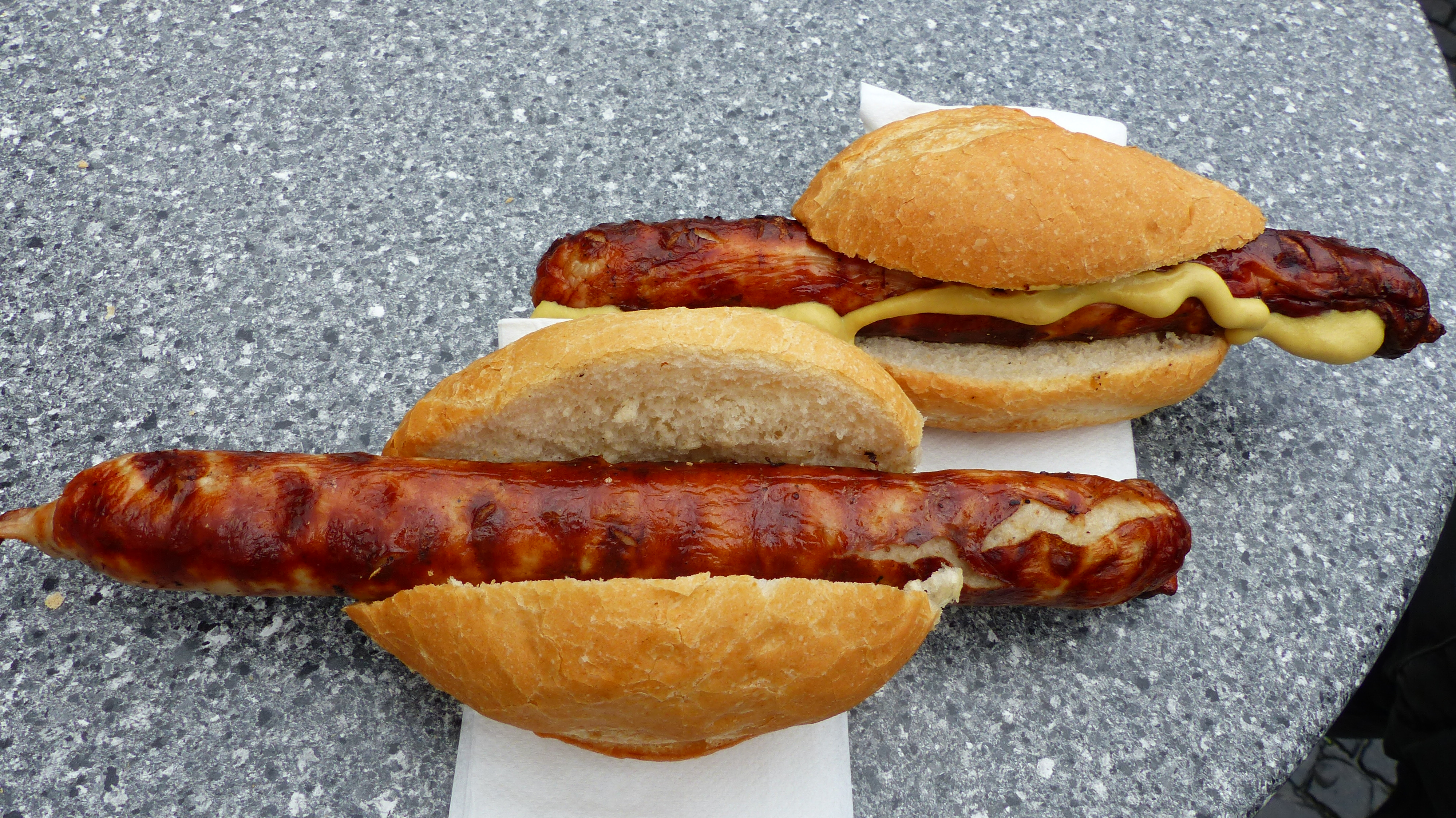
Thüringer

Se trata de una salchicha cruda o escaldada y con un fuerte sabor especiado, usualmente metida dentro de un mollete de pan y con mostaza. La carne puede ser de vaca, ternera o cerdo, y sazonada con pimienta, comino, mejorana, sal y ajo. Este plato es común de la época navideña, y es tan antigua que aparece en manuscritos del siglo XV.